# Jeremy M. Boorda

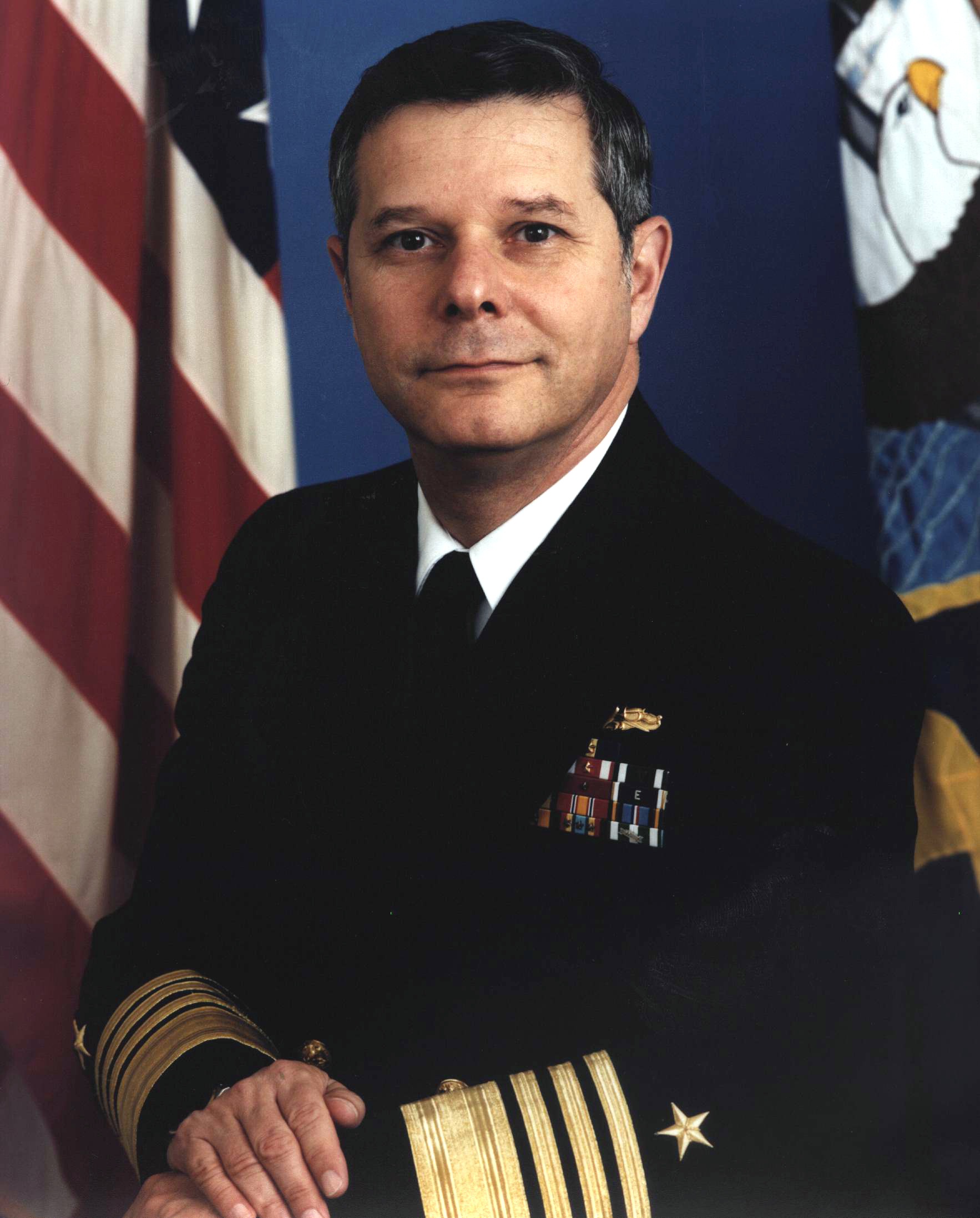
Jeremy M. Boorda

Jeremy Michael Boorda (* 26. November 1939; † 16. Mai 1996) war ein Soldat der US Navy und der 25. Chief of Naval Operations (CNO). Boorda war der erste aus den Mannschaftsdienstgraden aufgestiegene CNO, sein letzter Dienstgrad war Admiral.

## Leben

### Militärische Laufbahn
Boorda wurde am 26. November 1939 als Sohn einer jüdischen Familie in South Bend, Indiana geboren. Er verpflichtete sich 1956 für die US Navy. Er diente als Mannschaftsdienstgrad und stieg bis in den Rang eines Petty Officer First Class auf und diente in verschiedenen Einheiten.
Nach der Officer Candidate School in Newport, Rhode Island, dem Erhalt seines Offizierspatents und der Beförderung zum Ensign 1962 diente er auf der USS Porterfield (DD-682). 1964 besuchte er die Naval Destroyer School (Schule für den Dienst auf US-Zerstörern) in Newport und diente anschließend auf USS John R. Craig (DD-885), bevor er als Kommandierender Offizier (CO) auf die USS Parrot (MSC-197) versetzt wurde.
Seine erste sogenannte „shore tour“ (dt. etwa eine Verwendung an Land) absolvierte er als Waffenausbilder an der Naval Destroyer School in Newport. 1971, nach Besuch des Naval War College und Erwerb eines Bachelor of Arts der University of Rhode Island, übernahm er den Dienst als Executive Officer (XO) auf der USS Brooke (DEG-1).
Im Anschluss lehrte Boorda kurz an der University of Oklahoma und nahm Aufgaben im Personalverwaltungsbüro der US Navy in Washington, D.C. wahr.
Von 1975 bis 1977 befehligte er den Zerstörer USS Farragut. In der Folge wurde er als „Executive Assistant to the Principal Deputy Assistant Secretary of the Navy for Manpower and Reserve Affairs“ (dt. etwa: ausführender Assistent des stellvertretenden Secretary of the Navy für Personal- und Reserveangelegenheiten) nach Washington (D.C.) abkommandiert, bevor er 1981 den Befehl über das Zerstörer-Geschwader 22 übernahm.
1983 und 1984 diente er als „Executive Assistant to the Chief of Naval Personnel/Deputy Chief of Naval Operations for Manpower, Personnel and Training“ (dt. etwa: ausführender Assistent des Chef des Büros für Marinepersonal). Im Dezember 1984 wurde er schließlich „Executive Assistant to the Chief of Naval Operations“. Diesen Posten behielt er bis zum Juli 1986.
Als Nächstes kommandierte Boorda die Cruiser-Destroyer Group Eight in Norfolk, Virginia. Danach diente er als Kommandeur einer Trägerkampfgruppe (Carrier Vessel Battle Group) mit der Saratoga und 1987 auch als Kommandeur der Kampfgruppe der Sechsten US-Flotte.
Im August 1988 wurde Vice Admiral Boorda „Chief of Naval Personnel/Deputy Chief of Naval Operations for Manpower, Personnel and Training“. Im November 1991 erhielt er seinen vierten Stern (Beförderung zum Admiral) und wurde einen Monat später Befehlshaber der alliierten Truppen in Südeuropa (Commander in Chief Allied Forces Southern Europe; CINCSOUTH) mit Sitz in Neapel und Befehlshaber der US Naval Forces Europe mit Sitz in London. Als CINCSOUTH war Admiral Boorda der Befehlshaber aller NATO-Streitkräfte, die in Operationen zur Erzwingung der UN-Sanktionen während der Kriege auf dem Balkan beteiligt waren.
Am 23. April 1994 wurde Admiral Boorda zum 25. Chief of Naval Operations und damit zum höchsten Offizier der US Navy ernannt. Er war der erste CNO, der kein Absolvent der US Naval Academy war.

### Suizid

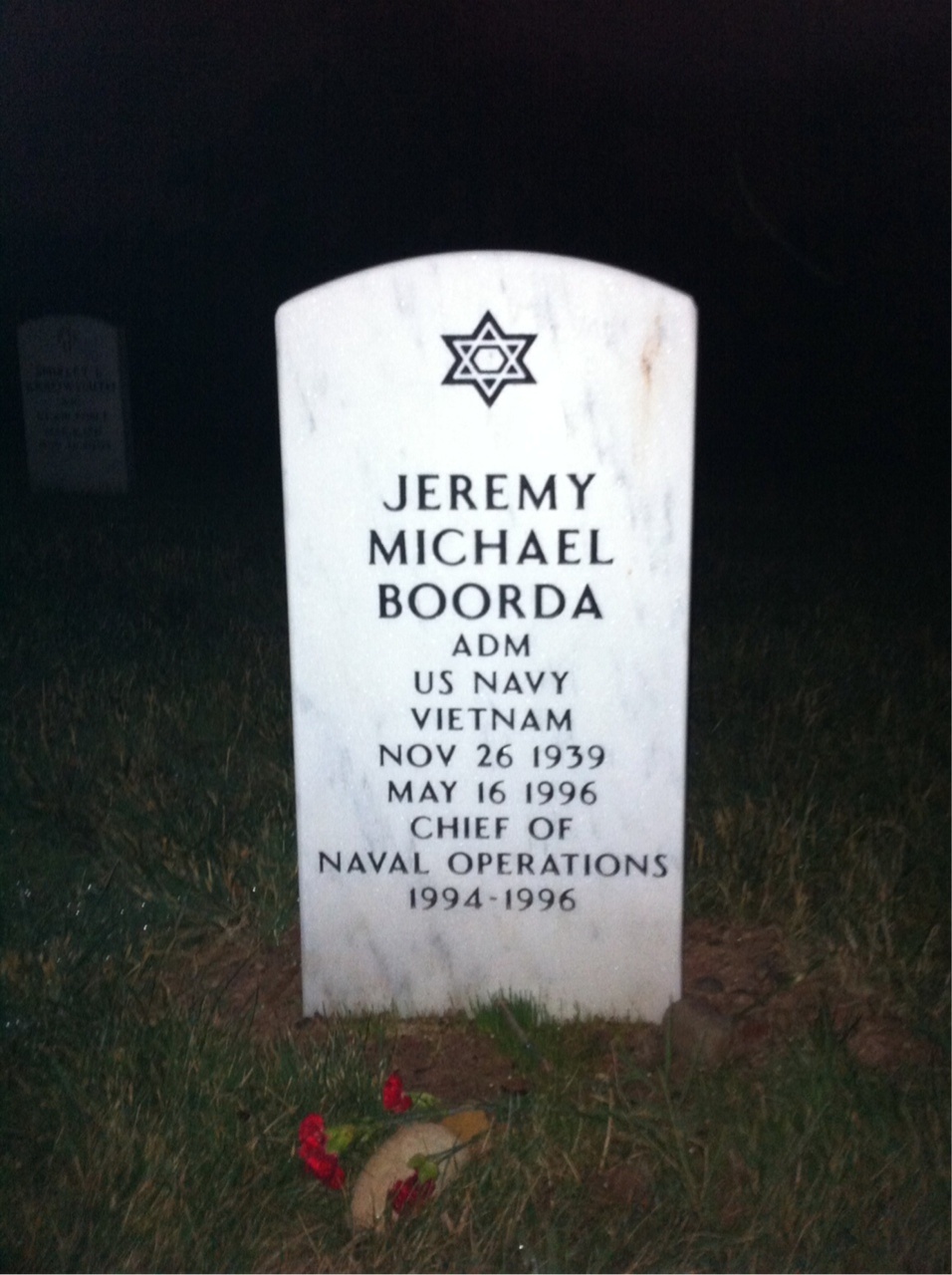
Grab Boordas

Boorda starb am 16. Mai 1996 an einer Schusswunde in den Brustkorb, die er sich selbst zugefügt hatte. Es wurde berichtet, dass er aufgrund einer Medienkampagne, er trage einige Tapferkeitsauszeichnungen zu Unrecht, mutlos gewesen sei. Boorda waren für seinen Einsatz vor Vietnam die Navy Achievement Medal und die Navy Commendation Medal verliehen worden, Auszeichnungen, die in der Reihenfolge der US-Militär-Auszeichnungen an 16. bzw. 18. Stelle stehen. Allerdings trug Boorda beide Medaillen mit dem „Combat V“ („Valour“), einem Zusatz, der besagt, dass die jeweilige Medaille für einen Einsatz im Angesicht eines bewaffneten Feindes verliehen wurde. An der Berechtigung, die beiden Medaillen mit dem „Combat V“ zu tragen, waren in verschiedenen Medien Zweifel aufgekommen. Der frühere Chief of Naval Operations Admiral Elmo R. Zumwalt, zur Zeit von Boordas Vietnam-Einsatz Oberbefehlshaber der US-Marine-Streitkräfte in Vietnam, erklärte nach Boordas Freitod, dass Boorda zwar nicht schriftlich ermächtigt worden war, das „Combat V“ zu tragen, von ihm jedoch in Vietnam bei mehr als 100 Schiffs- und Truppenbesuchen zahlreichen Soldaten mündlich die Berechtigung für das Tragen des „Combat V“ erteilt worden sei.
Gleichzeitig sah sich Boorda massiver Ablehnung aus den Offiziersrängen, insbesondere der Marineflieger, ausgesetzt, die insbesondere seine engen Kontakte zur Regierung Clinton und seine Personalpolitik kritisierten.
Er wurde am 19. Mai 1996 auf dem Nationalfriedhof Arlington, Virginia beigesetzt. Sein Grab befindet sich in Section 64, Site 7101.

## Auszeichnungen
Auswahl der Dekorationen, sortiert in Anlehnung der Order of Precedence of the Military Awards:
- Defense Distinguished Service Medal
- Navy Distinguished Service Medal (3 x)
- Legion of Merit (3 x)
- Meritorious Service Medal (2 x)
- Navy & Marine Corps Commendation Medal